# Fontenoy-le-Château
Fontenoy-le-Château község Franciaországban, Vosges megyében. Lakosainak száma 499 fő (2022. január 1.). Fontenoy-le-Château Montmotier, Gruey-lès-Surance, Trémonzey, Cuve, Fontenois-la-Ville, Bouligney, La Vôge-les-Bains, Aillevillers-et-Lyaumont, Ambiévillers, Dampvalley-Saint-Pancras, Betoncourt-Saint-Pancras és Mailleroncourt-Saint-Pancras községekkel határos.
Új községként 2013. január 1-jén jött létre, amikor a korábbi Fontenoy-le-Château és Le Magny korábbi község egyesült.

## Népesség
A település népességének változása:
| Lakosok száma | 532  | 521  | 508  | 496  | 498  | 499  |
|               | 2017 | 2018 | 2019 | 2020 | 2021 | 2022 |